# Ermanno Salvaterra
Pour les articles homonymes, voir Salvaterra.
Ermanno Salvaterra est un alpiniste italien né le 21 janvier 1955 à Pinzolo (Italie) et mort le 18 août 2023 à la suite d'une chute au Campanile Alto. Il est particulièrement connu pour ses ascensions du Cerro Torre en Argentine.

## Biographie
Ermanno Salvaterra naît le 21 janvier 1955 à Pinzolo dans la région du Trentin-Haut-Adige dans le nord-est de l'Italie,. Ses parents sont gardiens du refuge des douze apôtres (it) dans le massif de Brenta. Plus tard, il sera à son tour gardien de ce refuge et également guide de haute montagne, réalisateur de films et écrivain. À l'âge de 11 ans, il réalise sa première ascension encordée à la Torre d'Agola.
En juillet 1985, Ermanno Salvaterra réalise en onze jours avec Paolo Caruso, Maurizio Giarolli et Andrea Sarchi la première ascension hivernale du Cerro Torre (Argentine), par la voie du compresseur. En novembre 1996, en face sud du Cerro Torre, il ouvre avec Roberto Manni et Piergiorgio Vidila la voie Infinito Sud en vingt-quatre jours, bien qu'ils n'en atteignent pas le sommet en raison des conditions météorologiques et du manque de nourriture. Le 13 novembre 2005, avec Rolando Garibotti et Alessandro Beltrami, il atteint le sommet du Cerro Torre en suivant pour la première fois une voie proche de celle décrite en 1959 par Cesare Maestri (la paroi est puis nord), ils nomment leur voie El arca de los vientos.
Ermanno Salvaterra meurt le 18 août 2023 en raison d'une chute lors de l'ascension avec un client de la voie Hartman-Krauss sur l'arête ouest du Campanile Alto (it) dans le massif de Brenta,.

## Principales ascensions
- 1985, première ascension hivernale du Cerro Torre par la voie du compresseur avec Paolo Caruso, Maurizio Giarolli et Andrea Sarchi[3]
- 1987, ouverture de la voie Super Maria au Crozzon di Brenta avec Ginella Paganini et Lorenzo Iachelini [1],[4]
- 2005, ouverture de la voie El arca de los vientos au Cerro Torre avec Rolando Garibotti et Alessandro Beltrami[3]